# Chiến dịch Carolinas
Chiến dịch Carolinas là chiến dịch quân sự cuối cùng tại Mặt trận miền Tây trong Nội chiến Hoa Kỳ. Vào tháng 1 năm 1865, Thiếu tướng miền Bắc William Tecumseh Sherman đã tiến quân từ Savannah, Georgia lên phía bắc, qua địa phận Carolinas nhằm kết hợp với các lực lượng miền Bắc khác tại Virginia. Thất bại của Đại tướng Liên minh miền Nam Joseph E. Johnston trong trận Bentonville vào tháng 3, và việc binh đoàn của ông đầu hàng trong tháng 4 là sự sụp đổ của đội quân lớn cuối cùng của miền Nam trong cuộc chiến.